# Spazio 1995
Spazio 1995 è un album del cantante italiano Scialpi, pubblicato nel 1995 dalla RTI Music. 
È il secondo disco dell'artista realizzato con la RTI Music, dopo XXX uscito l'anno prima.
L'album, anticipato dal singolo Che per amore fai..., contiene due inediti e otto brani di Scialpi già noti riproposti con diverso arrangiamento.

## Tracce
1. Ho! Luna stella! (Wonder) (Scialpi, E. Moratto, J. Smith, G. Cerlini) – inedito
2. Che per amore fai... (Scialpi, Pinelli) – inedito
3. Amici (Earth Version) (F. Migliacci, Scialpi, Thoty)
4. Cigarettes and coffee (Moon Version) (F. Migliacci, Scialpi)
5. Perché sì (Mars Version) (B. Dati, Scialpi, Thoty, S. Borzi)
6. Ed io non piango più (Saturn Version) (Scialpi)
7. Pregherei (Mercury Version) (F. Migliacci, Scialpi, Red, Scarlett)
8. Tempi duri (Jupiter Version) (Scialpi, E. Moratto)
9. In questa notte che... (Star Version) (E. Moratto)
10. El deseo (A... Amare) (Uranus Version) (Scialpi, E. Moratto)